# Inawaia
Inawaia est un village mékéos de Papouasie-Nouvelle-Guinée, situé à environ 9 km de Inawabui.

## Histoire
Henri Verjus visite le village avec le Père Couppé et le frère Salvatore en septembre 1886.